# Satisfaction
Pour les articles homonymes, voir Satisfaction (homonymie).

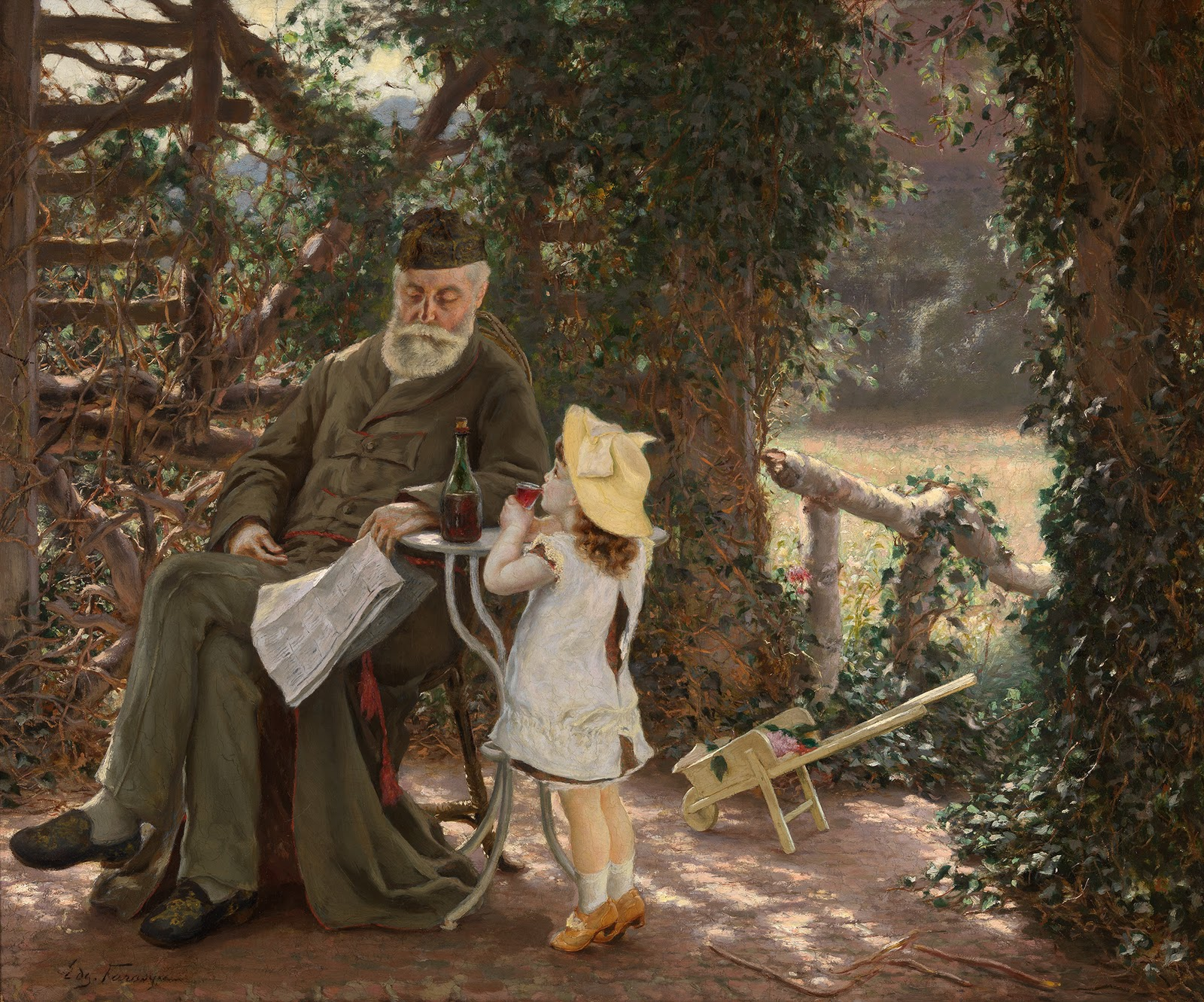
Satisfactions humaines (XXe siècle), d'Edgard Farasyn.

La satisfaction est le nom donné à l’état d’âme ou du corps qui accompagne l’accomplissement d'un désir ou l'assouvissement d'un besoin (l'achèvement d’un besoin). 

## Définition
La satisfaction constitue un sentiment relativement plus profond que le contentement (réputé être plus partiel et/ou ponctuel) et plus durable qu'une simple sensation (réputée être plus passagère). En ce sens, elle s’oppose à l'état de frustration, parfois plus ou moins coloré d’espérance, vécu lorsque la psyché est en état de désir ou de besoin. La satisfaction signe la disparition  de la tension du désir, la dissipation du déplaisir, de la peine psychologique qui accompagne généralement un état de manque ou de besoin. Elle se distingue du plaisir en ce que ce dernier ne marque qu'une sensation agréable et temporaire : impression physique (plaisir de la chair), impression culturelle (plaisir de voir quelque chose de beau, de voir une théorie convaincante), impression sociale (plaisir de la chaleur humaine, de l’amour), impression psychologique (plaisir de se sentir plein de puissance), impression spirituelle (plaisir de considérer quelque chose qui dépasse un individu)... . L’attente de plaisir (de l’impression plaisante) peut être créée par un désir, plus ou moins demandeur, qui n'a pas trouvé sa réponse. Mais l'insatisfaction est au-delà du plaisir souhaité qui n’est pas encore obtenu, et la satisfaction peut advenir en plus du plaisir, lorsque le plaisir escompté est obtenu, et surtout que le désir est comblé. Le poète Léo Ferré résume le premier de ces états d'une expression : « ce mal qui vous fait du bien ».
Dans la plupart des cas, la satisfaction peut être associée au concept de la joie. En psychologie positive, des chercheurs travaillent sur les éléments qui comblent un individu, ou sur ce qui constitue une satisfaction dans sa vie.

## Sexualité
En sexologie, la satisfaction est un état proche de l'orgasme.